# Kanton Besançon-Nord-Est
Der Kanton Besançon-Nord-Est war bis 2015 ein französischer Wahlkreis im Département Doubs und in der damaligen Region Franche-Comté. Er umfasste einen Teilbereich der Stadt Besançon. Die landesweiten Änderungen in der Zusammensetzung der Kantone brachten im März 2015 seine Auflösung. Vertreter im conseil général des Départements war von 2001 bis 2015 Claude Girard.